# Mala Liubașa, Kostopil
Mala Liubașa (în ucraineană Мала Любаша) este localitatea de reședință a comunei Mala Liubașa din raionul Kostopil, regiunea Rivne, Ucraina.

## Demografie
Componența lingvistică a localității Mala Liubașa
     Ucraineană (99,64%)
     Alte limbi (0,36%)
Conform recensământului din 2001, majoritatea populației localității Mala Liubașa era vorbitoare de ucraineană (99,64%), existând în minoritate și vorbitori de alte limbi.